# Johannes Glauber

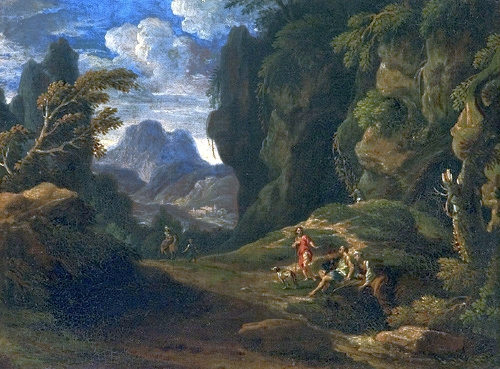
Rotsachtig landschap met zwervers, Wilanów Palace, Warschau

Johannes Glauber  (Utrecht, gedoopt 18 mei 1646 - Schoonhoven, ca. 1726) was een Nederlandse etser, kunstschilder, mezzotintgraveur en tekenaar in de Gouden Eeuw .

## Biografie
Volgens Houbraken werd hij kunstschilder tegen de wil van zijn vader, Johann Rudolph Glauber. Hij werd leerling van Nicolaes Berchem, woonde bij de kunsthandelaar Gerrit van Uylenburgh, en werkte aan kopieën van Italiaanse landschappen.  Na de dood van zijn vader reisde hij met zijn broer Johann Gottlieb, zijn zus Diana en twee broers Van Doren per boot via Dieppe naar Parijs, waar hij een jaar bleef schilderen voor Jean-Michel Picart, een Vlaams kunsthandelaar en schilder van bloemstukken. Daarna reisde hij naar Lyon, waar hij twee jaar bleef schilderen voor Adriaen van der Kabel. Hij reisde vervolgens met zijn broer en twee Franse schilders naar Italië. Na zes maanden in Rome trad hij toe tot de Bentvueghels met de bijnaam Polidoor (naar de schilder Polidoro da Caravaggio).  Hij was in Rome bevriend met Karel Dujardin. Na twee jaar in Rome vertrok hij met zijn broer en de schilder Robbert Duval naar Padua, waar ze een jaar bleven. Daarna reisden ze voor twee jaar naar Venetië. Uiteindelijk verlieten ze Italië in 1679 en vertrokken noordwaarts naar Hamburg, waar ze tot 1684 werkten, met uitzondering van een kort verblijf in Kopenhagen toen Johannes voor Ulrik Frederik Gyldenløve aan het werk ging in het Slot Charlottenborg (Kopenhagen).
Na 1684 verliet Johannes zijn broer en keerde terug naar Amsterdam, waar hij bij Gerard de Lairesse woonde en muurversieringen maakte voor verschillende grote huizen en landgoederen, waaronder Paleis Soestdijk. Houbraken noemt ook het huis van Jacob de Flines op Herengracht 132, waar Glauber en Lairesse en Frederik de Moucheron vertrekken decoreerden. De schilderingen bevinden zich tegenwoordig in Beeckestijn. Houbraken vermeldde ook decoraties voor heren in Rotterdam.
Glauber trouwde met de zuster van de architect Steven Vennecool. Hij vestigde zich in Den Haag, waar hij in 1687 lid werd van de Confrerie Pictura. Van 1721 tot zijn dood woonde hij in een proveniershuis te Schoonhoven, wat wijst op een  zeer geringe maatschappelijke welstand.

## Wetenswaardigheden
- Diana Glauber was zijn zus
- Johann Gottlieb Glauber was zijn broer
- Willem Troost was zijn leerling.[4]

- Biblioteca Nacional de España: XX1035975
- Bibliothèque nationale de France: cb14960055s (data)
- Biografisch Portaal: 24015798
- Digitale Bibliotheek voor de Nederlandse Letteren: glau002
- Gemeinsame Normdatei: 142028533
- International Standard Name Identifier: 0000 0000 8144 0243
- KulturNav: fbc6f6c0-9908-4746-8bb5-49dcd8b85809
- Nationale Bibliotheek van Tsjechië: xx0218524
- RKD-Nederlands Instituut voor Kunstgeschiedenis: 32095
- Union List of Artist Names: 500006694
- Virtual International Authority File: 64276664
- WorldCat: E39PBJcC3RFKYGMDFbkyHpTCQq